# 1947年のNFL
1947年のNFLは、NFLの28年目のシーズンである。
この年から、各チーム11試合から12試合に拡張した。12試合制は1961年シーズンまで継続した。
NFLチャンピオンシップで、シカゴ・カージナルスが、フィラデルフィア・イーグルスを28対21で破り、NFLチャンピオンに輝いた。

## ドラフト
1946年12月16日にドラフトが行われ、32巡300名が指名された。この年から1958年のNFLドラフトまで全体1位指名をロッタリー（くじ）で決めることとなった。

## 主なルール変更
- 第5の審判として、後審が追加された。
- スナップ時に11人に満たない人数でも審判は指摘しないことになった。
- オフェンスラインより後ろから投げられる全てのパスについて、守備側選手がレシーバーの視界を遮るような手の使い方をすると反則となるようになった。
- エクストラポイントの失敗が明らかになった時点でボールデッドになることになった。
- ラフィングザキッカーの反則は、ファンブルやリカバーが生じた後のキックには適用しないことになった。
- 全てのチームがサイドラインのヤードマーカーのセットを備えるようになった。
- 火曜日に試合を行わなくなった。次に行われたのは2010年第16週のフィラデルフィア・イーグルス対ミネソタ・バイキングス戦である。これは、開催地フィラデルフィアが猛吹雪による悪天候になることが予想されたので、試合を延期したことによる[1]。

## 順位表
| 東地区                       |    |    |    |      |      |      |
| チーム                       | 勝 | 敗 | 分 | 率   | 得点 | 失点 |
| フィラデルフィア・イーグルス | 8  | 4  | 0  | .667 | 308  | 242  |
| ピッツバーグ・スティーラーズ | 8  | 4  | 0  | .667 | 240  | 259  |
| ボストン・ヤンクス           | 4  | 7  | 1  | .364 | 168  | 256  |
| ワシントン・レッドスキンズ   | 4  | 8  | 0  | .333 | 295  | 367  |
| ニューヨーク・ジャイアンツ   | 2  | 8  | 2  | .200 | 190  | 309  |

| 西地区                   |    |    |    |      |      |      |
| チーム                   | 勝 | 敗 | 分 | 率   | 得点 | 失点 |
| シカゴ・カージナルス     | 9  | 3  | 0  | .750 | 306  | 231  |
| シカゴ・ベアーズ         | 8  | 4  | 0  | .667 | 363  | 241  |
| グリーンベイ・パッカーズ | 6  | 5  | 1  | .545 | 274  | 210  |
| ロサンゼルス・ラムズ     | 6  | 6  | 0  | .500 | 259  | 214  |
| デトロイト・ライオンズ   | 3  | 9  | 0  | .250 | 231  | 305  |